# Mark Chmura
Mark William Chmura (* 22. Februar 1969 in Deerfield, Massachusetts) ist ein ehemaliger US-amerikanischer American-Football-Spieler auf der Position des Tight Ends. Er spielte acht Saisons für die Green Bay Packers in der National Football League (NFL).

## Frühe Jahre
Chmura ging in South Deerfield, Massachusetts, auf die Highschool. Später besuchte er das Boston College, wo er für das College-Football-Team 2046 Yards bei 164 Passfängen erzielte.

## NFL
Chmura wurde im NFL Draft 1992 in der sechsten Runde an 157. Stelle von den Green Bay Packers ausgewählt. Nach der Saison 1996 erreichte er den Super Bowl XXXI, welcher mit 35:21 gegen die New England Patriots gewonnen wurde. Chmura fing eine Two-Point Conversion. Ein Jahr später erreichte er mit dem Team den Super Bowl XXXII. Gegen die Denver Broncos verloren sie mit 24:31. Chmura erzielte einen Touchdown in diesem Spiel. Er beendete seine Karriere Anfang 2000 auf Grund einer Verletzung bei den Packers. Er wurde während seiner Zeit bei den Packers drei Mal in den Pro Bowl gewählt (1995, 1997, 1998). 2010 wurde er in die Green Bay Packers Hall of Fame aufgenommen.

## Persönliches
Im April 2000 wurde Chmura angeklagt die siebzehnjährige Babysitterin seiner Kinder missbraucht zu haben. Er wurde freigesprochen.
Chmura hat zwei Söhne, Dylan und Dyson.